# 多田春正
多田 春正（ただ はるまさ）は、戦国時代の武将。摂津国上津城主。

## 略歴
多田満仲の後裔と伝え、摂津源氏多田氏の一族と思われる。
摂津上津城に拠ったが、元亀4年（1573年）に伊丹親興に攻められ落城し自害した。他にも天正6年（1578年）に荒木村重に攻められて落城し、自害したという説もある。